# ギルバート・R・ヒル
“ギル”ギルバート・ローランド・ヒル（Gilbert Roland "Gil" Hill、1931年11月5日 - 2016年2月29日）は、アメリカ合衆国の警察官、俳優、デトロイト市議会議長。ビバリーヒルズ・コップシリーズの警部・トッドとして有名。

## 経歴

### 警察
1931年、アラバマ州バーミングハムで生まれたヒルは、1940年、母姉とともにワシントンD.C.に転居し、カルドゾ高等学校を経て1949年、ハワード大学への進学を希望したが、財政難のため進学できなかった。
その代わり、1950年に米空軍に入隊し、デトロイト近郊のセルフリッジ空軍基地に配属された。1953年に空軍を退役した後、デトロイトに行き、その後の四年間に数多くの仕事に就いた。
1957年にウェイン郡保安官事務所に入り、1959年にデトロイト市警察に移った。1969年に刑事に昇進し、翌年殺人課に配属された。その後の10年間で、最も悪名高い殺人者から自白を得る能力があるとして、全国的な注目を集めた。彼は1979-81年のアトランタ連続殺人の捜査に関与し、最終的にウェイン・ウィリアムズの裁判と有罪判決につながった。
1982年までに殺人課を担当する警部の地位に昇進し、1989年には指揮官の地位でデトロイト警察署を退職した。

### 議員とビバリーヒルズ・コップ
デトロイト警察署を退職後、民主党員として政治活動を開始し、デトロイト市の議員となる。その後、多くの人から支持されるも、デトロイト市長選では落選した。
法の執行に成功して有名になったヒルは、1984年に公開され世界的な大ヒットとなる『ビバリーヒルズ・コップ』に出演し、エディ・マーフィーが演じたアクセル・フォーリーのボスである警部トッドの役を演じて世界的な名声を得た 。映画が公開された後、キャリアとしての演技を続けることは避けたが、その後の2作の続編には出演した。
2016年2月29日にデトロイトのDMCシナイ - グレース病院で肺炎のため84歳で亡くなった。

## プライベート
1955年に、地元の教会の聖歌隊のドロレス・フークスと結婚し、2015年に彼女が亡くなるまで結婚生活を続け、2人の息子と1人の娘をもうけた。

## 出演作品
| 公開年 | タイトル                | 役                   | 備考                         |
| ------ | ----------------------- | -------------------- | ---------------------------- |
| 1984   | ビバリーヒルズ・コップ  | ダグラス・トッド警部 |                              |
| 1987   | ビバリーヒルズ・コップ2 | ダグラス・トッド警部 |                              |
| 1994   | ビバリーヒルズ・コップ3 | ダグラス・トッド警部 | 本作を最後に殉職する形で降板 |

## 参考資料
- People 1985年1月7日